# Ewa Jagiełło-Wójtowicz
Ewa Jagiełło-Wójtowicz (ur. 1 stycznia 1944 w Brzeziczkach, zm. 22 grudnia 2022) – polska farmaceutka, profesor nauk farmaceutycznych, wykładowczyni Uniwersytetu Medycznego w Lublinie.

## Życiorys
Ukończyła studia na Wydziale Farmaceutycznym Akademii Medycznej w Lublinie w 1967, uzyskując tytuł zawodowy magistra farmacji, i rozpoczęła pracę w Katedrze i Zakładzie Farmakodynamiki w charakterze asystentki (1967), starszej asystentki (1970), adiunktki (1975), docentki (1984). Tytuł profesorski nadzwyczajny uzyskała w 1991, a profesurę zwyczajną w 1998. W latach 1999–2014 objęła obowiązki kierowniczki Katedry i Zakładu Toksykologii. W latach 1996–2022 pełniła funkcję prodziekana Wydziału Farmaceutycznego. Była członkinią Rady Wydziału Farmacji Akademii Medycznej w Lublinie.
Współtworzyła ponad 60 publikacji z listy filadelfijskiej o łącznym IF ponad 55. Wypromowała 12 doktorów.
Pracowała w Samodzielnym Publicznym Szpitalu Wojewódzkim im. Jana Bożego w Lublinie jako kierowniczka Pracowni Radioimmunologii. Odbyła staże naukowe Leningradzie, Mediolanie i Tartu.
Należała m.in. do Polskiego Towarzystwa Farmaceutycznego, Polskiego Towarzystwa Farmakologicznego oraz Lubelskiego Towarzystwa Naukowego.

## Odznaczenia i nagrody
- Złoty Krzyż Zasługi (2000)[8]
- Krzyż Kawalerski Orderu Odrodzenia Polski
- Medal Komisji Edukacji Narodowej[9]
- Nagroda Polskiego Towarzystwa Farmakologicznego II stopnia[4]